# Northwich
Northwich is een civil parish in het bestuurlijke gebied Cheshire West and Chester, in het Engelse graafschap Cheshire met 19.924 inwoners.

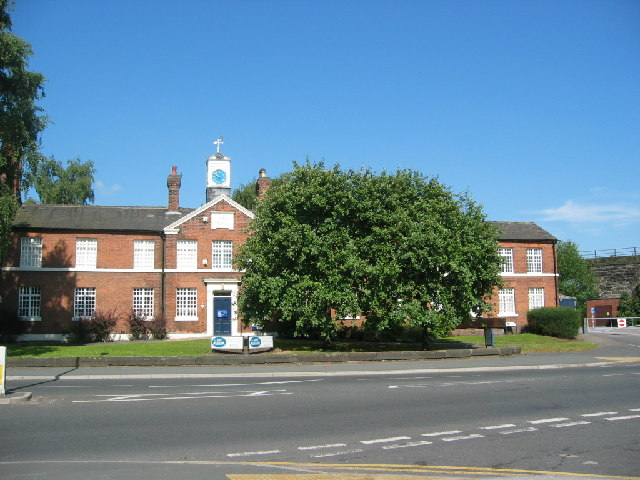
Zoutmuseum in Northwich
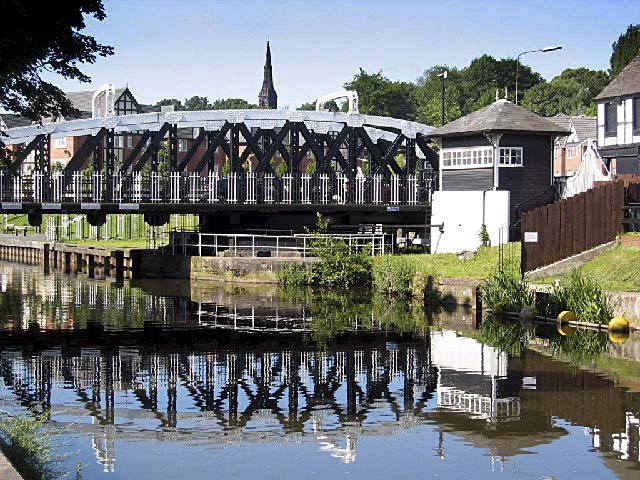
Brug in Northwich